# Мунье, Жермена
Жермена Мунье (фр. Germaine Mounier; 7 февраля 1920, Нёйи-сюр-Сен — 27 июня 2006, Париж) — французская пианистка и музыкальный педагог.

## Биография
Училась в Париже у Ива Ната, Магды Тальяферро и Армана Ферте. Широко концертировала, особенно с произведениями Шопена и Дебюсси и с широким репертуаром сочинений для двух фортепиано (в составе дуэта с Элен Боши). Однако уже в начале 1950-х гг. Мунье предпочла концертной деятельности педагогическую, сперва ассистируя Ивонне Лефебюр и Ивонне Лорио, а затем и ведя собственный класс.

## Педагогическая деятельность
Среди учеников Мунье Катрин Коллар, Франсуаза Тина, Эрик Бершо, Александр Таро и другие.
В 1991 г. из мастер-классов Мунье в Софийской консерватории вырос проходящий в Софии международный конкурс пианистов имени Альбера Русселя.